# RERG
RERG‏ (RAS like estrogen regulated growth inhibitor) هوَ بروتين يُشَفر بواسطة جين RERG في الإنسان.